# Проживаров, Аркадий Иосифович
Аркадий Иосифович Проживаров (7 января 1922, Елец, Орловская губерния — 3 декабря 1990, Елец, Липецкая область) — помощник командира взвода 371-й отдельной разведывательной роты 287-й стрелковой дивизии 13-й армии 1-го Украинского фронта, старший сержант — на момент представления к награждению орденом Славы 1-й степени.

## Биография
Родился 7 января 1922 года в городе Елец (ныне — Липецкой области). Окончил семилетнюю школу. Работал на транспорте.
В Красной Армии с декабря 1941 года. Участник Великой Отечественной войны с марта 1942 года. Сражался на Воронежском и 1-м Украинском фронтах. Принимал участие в освобождении Украины, Польши, Чехословакии, столицы Чехословакии — города Праги, в боях на территории Германии, в штурме Берлина. В боях с немецко-вражескими захватчиками был пять раз ранен.
Помощник командира взвода 371-й отдельной разведывательной роты сержант Аркадий Проживаров во главе группы разведчиков 19 апреля 1944 года участвовал в ночном поиске близ населенного пункта Шишковцы Тернопольской области Украины. Прикрывая отход разведчиков, вместе с бойцами истребил свыше десяти вражеских солдат, подавил пулемет.
Приказом по 287-й стрелковой дивизии от 18 мая 1944 года за мужество и отвагу, проявленные в боях, сержант Проживаров Аркадий Иосифович награждён орденом Славы 3-й степени.
Старший сержант Аркадий Проживаров 30 августа 1944 года вместе с тремя разведчиками проник в расположение противника у поселка городского типа Никисялка-Дужа и собрал ценные разведывательные данные о скоплении его живой силы и боевой техники на данном участке фронта. При отходе разведчики заминировали шоссейную дорогу, на которой подорвались два бронетранспортера с вражеской пехотой.
Приказом по 13-й армии от 17 октября 1944 года за мужество и отвагу, проявленные в боях, старший сержант Проживаров Аркадий Иосифович награждён орденом Славы 2-й степени.
28 января 1945 года во время налета противника на штаб дивизии в районе населенного пункта Радшюц Аркадий Проживаров вместе с бойцами разведывательной роты отбивал атаки противников. Уничтожил свыше десяти пехотинцев. Вынес с поля боя раненого начальника политотдела дивизии.
Указом Президиума Верховного Совета СССР от 10 апреля 1945 года за образцовое выполнение заданий командования в боях с немецко-фашистскими захватчиками старший сержант Проживаров Аркадий Иосифович награждён орденом Славы 1-й степени, став полным кавалером ордена Славы.
В 1945 году стал членом ВКП/КПСС. В 1945 году А. И. Проживаров демобилизован из Вооруженных Сил СССР. Вернулся на родину. Работал в ресторане города Елец. Скончался 3 декабря 1990 года.
Награждён орденом Отечественной войны 1-й степени, орденом Красной Звезды, орденами Славы 1-й, 2-й и 3-й степени, медалью "За отвагу" и др. медалями.